# Вороговський Ян Володимирович
Ян Вороговський (каз. Ян Вороговский, нар. 7 серпня 1996) — казахський футболіст, півзахисник клубу «Астана».
Виступав, зокрема, за клуби «Ак Булак», «Сункар», «Кайрат» та РВДМ 47, а також національну збірну Казахстану.
Дворазовий володар Суперкубка Казахстану. Дворазовий володар Кубка Казахстану.

## Клубна кар'єра
У дорослому футболі дебютував 2013 року виступами за команду клубу «Ак Булак», в якій того року взяв участь у 18 матчах чемпіонату. 
Своєю грою за цю команду привернув увагу представників тренерського штабу клубу «Сункар», до складу якого приєднався 2014 року. Відіграв за Відіграв за наступні жодного сезонів своєї ігрової кар'єри.
Протягом 2015 року захищав кольори команди клубу «Кайсар».
2016 року уклав контракт з клубом «Кайрат», у складі якого провів наступні три роки своєї кар'єри гравця. 
До складу клубу «Беєрсхот» приєднався 2019 року.

## Виступи за збірні
2012 року дебютував у складі юнацької збірної Казахстану (U-17), загалом на юнацькому рівні взяв участь у 3 іграх.
Протягом 2016–2018 років залучався до складу молодіжної збірної Казахстану. На молодіжному рівні зіграв у 6 офіційних матчах, забив 2 голи.
2017 року дебютував в офіційних матчах у складі національної збірної Казахстану.

## Титули і досягнення
- Володар Суперкубка Казахстану (2):

«Кайрат»: 2016, 2017
- Володар Кубка Казахстану (3):

«Кайрат»: 2017, 2018, 2021
- Володар Кубка казахської ліги (1):

«Астана»: 2024